# هلفون
«هلفون» (انگلیسی: Hellphone) فیلمی در ژانر کمدی ترسناک به کارگردانی جیمز هوت است که در سال ۲۰۰۷ منتشر شد. از بازیگران آن می‌توان به ژان-باپتیستا مونیر، جنیفر دکر و ژان دوژاردن اشاره کرد.